# ミーン・ストリーク (アルバム)
『ミーン・ストリーク』(Mean Streak)は、アメリカ合衆国のハードロック・バンド、Y&Tが1983年に発表したスタジオ・アルバム。前身のイエスタデイ&トゥデイ時代を含めると5作目、Y&Tと改名してからは3作目に当たる。日本初回盤LP(AMP-28080)のタイトルは『ミッドナイト・イン・TOKYO』だったが、後に原題の片仮名表記に変更された。

## 背景
Y&Tは1982年7〜8月に初の日本公演を行い、8月1日の新宿ツバキハウス公演終了後、楽屋で即興的に歌われた曲が「ミッドナイト・イン・トウキョウ」の原型になったという。過去にゲイリー・ムーアやシン・リジィ等の作品を手掛けたクリス・タンガリーディスが、プロデューサー及びエンジニアとして参加した。
リマスターCDボーナス・トラック「アイム・ノット・ソーリー」は、Y&Tが初めてバンドとして作った曲で、2005年に新しい歌詞、メロディ、リードギターのパートが追加された。

## 反響・評価
バンドの母国アメリカでは、本作がBillboard 200で103位に達し、タイトル曲は『ビルボード』のメインストリーム・ロック・チャートで25位に達した。全英アルバムチャートでは4週チャート圏内に入り、最高35位を記録。
Scott AlisogluはBlabbermouth.netにおいて10点満点中9点を付け「ファンには論争もあるかもしれないが、私にとって本作のタイトル曲を上回るY&Tの曲はない」「タイトル曲に対する個人的な愛情を別としても、"Midnight in Tokyo"はY&Tが送り出してきた曲の中でも特に優れたものの一つだと力説されて然るべき」と評している。

## 収録曲
特記なき楽曲はY&T作。
1. ミーン・ストリーク - "Mean Streak" – 4:06
2. ストレート・スルー・ザ・ハート - "Straight Thru the Heart" – 4:14
3. ロンリー・サイド・オブ・タウン - "Lonely Side of Town" – 4:48
4. ミッドナイト・イン・トウキョウ - "Midnight in Tokyo" – 5:41
5. ブレイキング・アウェイ - "Breaking Away" – 4:43
6. ハング・エム・ハイ - "Hang 'Em High" – 5:33
7. テイク・ユー・トゥ・ザ・リミット - "Take You to the Limit" – 4:53
8. センチメンタル・フール - "Sentimental Fool" (Y&T, David Wayne Sieff, Robert Shulman) – 3:11
9. ダウン・アンド・ダーティー - "Down and Dirty" – 3:54

### リマスターCDボーナス・トラック
1. アイム・ノット・ソーリー - "I'm Not Sorry" – 2:46

## 参加ミュージシャン
- デイヴ・メニケッティ - ボーカル、ギター
- ジョーイ・アルヴィス - ギター、バッキング・ボーカル
- フィル・ケネモア - ベース、タウラス・ペダル、バッキング・ボーカル
- レオナード・ヘイズ - ドラムス、パーカッション、バッキング・ボーカル